# 楊琮典
楊琮典，四川省成都府彭縣人，清朝政治人物、進士出身。
光緒十二年（1886年），参加光緒丙戌科殿試，登進士二甲39名。同年五月，著交吏部掣签，分发各省以知县即用。